# AMC Pacer
AMC Pacer — двухдверный компактный автомобиль, производимый в США American Motors Corporation (AMC) с 1975 по 1980 год.
Проектирование новой модели началось в 1971 году. Закруглённая, футуристическая форма и большая площадь остекления были необычными по сравнению с привычными для тех лет трёхобъёмными кузовами. Несмотря на то что Pacer относился к классу компакт-каров, по ширине не уступал полноразмерным автомобилям того времени, эта уникальная конструктивная особенность позволила AMC рекламировать его как «первую широкую маленькую машину». Pacer был первым современным массовым серийным автомобилем США, использующим концепцию «кабина вперёд» (англ. cab forward), то есть с вынесенным вперёд пассажирским салоном.
Скруглённый и аэродинамический стиль «jellybean» Pacer сделал его иконой 1970-х годов. Поверхность кузова на 37 % занимало остекление, а площадь его поверхности (3,6 м²) была на 16 % больше, чем у среднего легкового автомобиля того времени. В майском номере 1976 года журнала Car and Driver его назвали «The Flying Fishbowl», также его называли «ответом семидесятых на способ транспортировки Джорджа Джетсона», в то время, когда «Детройт всё ещё катается на лодке».
В 1975 году американским покупателям начали предлагать новый компактный трехдверный хетчбэк AMC Pacer. Он имел очень неформальный вид с округлыми формами и большой площадью остекления.
При длине кузова 4,4 метра как у компакт-каров, автомобиль в ширину не уступал традиционным полноразмерным американским седанам — 1,96 м. Ещё одна необычная деталь конструкции: пассажирская дверь была на 10 см длиннее водительской, что облегчало доступ на задние сиденья через правую дверь. Первоначально AMC Pacer предполагалось оснащать роторно-поршневым двигателем, но всё таки выбор был сделан в пользу более традиционных рядных шестицилиндровых двигателей объемом 3,8 или 4,2 литра, а с 1978 года начата установка пятилитрового мотора V8. Коробки передач — трёхступенчатые механическая или автоматическая. В 1977 году начат выпуск версии с трёхдверным кузовом универсал. Первоначально, Pacer продавались хорошо, в первый год производства было реализовано более 145 тысяч автомобилей, но затем спрос на машину падал с каждым годом, как выяснилось, американцы предпочитали традиционные большие седаны. В результате, в 1979 году Pacer был снят с производства, а в 1980 году были проданы последние машины.

## В искусстве
В мультфильме «Каникулы Гуфи» Макс и Гуфи едут на рыбалку на AMC Pacer. Другие участия в фильмах см. на сайте Internet Movie Cars Database .